# Vi (League of Legends)
Vi (apelido de Violet) é uma personagem fictícia da franquia League of Legends da Riot Games. Ela foi apresentada como uma personagem jogável, ou "Campeã" dentro do contexto dos jogos, durante uma atualização de dezembro de 2012 para o jogo eletrônico de mesmo nome lançado em 2009. Na ocasião da comemoração de sua introdução no jogo, a personagem também recebeu uma trilha original. Ela é apresentada como uma mulher impulsiva e desdenhosa que usa um enorme par de manoplas alimentadas com energia mágica como sua arma de escolha. Embora ela tenha o apelido de A Defensora de Piltover por conta de sua associação com os Guardiões da cidade, ela é uma ex-criminosa que vem de Zaun, que antes era uma cidade localizada na subferia de Piltover. Ela é a arqui-inimiga e irmã mais velha da terrorista Jinx, outra campeã de League of Legends.
Vi apareceu em vários trabalhos derivados da franquia, mais notavelmente como uma das protagonistas da série de televisão animada Arcane, da Netflix, onde ela é dublada por Hailee Steinfeld. As histórias desenvolvidas em Arcane relacionadas a Vi incluem sua relação com Jinx, que nasceu com o nome Powder, bem como seu potencial interesse amoroso por Caitlyn Kiramman, uma nobre de Piltover. Em geral, Vi teve uma recepção positiva especialmente pela interação da personagem em Arcane.

## Conceito e criação
Inicialmente Josh Singh, um designer da Riot Games, concebeu a personagem como uma garota chamada Ruby que usava patins. No entanto, após dois anos de desenvolvimento o conceito original de Singh foi descartado. Ela foi renomeada e redesenhada por Paul Kwon, que lhe deu o codinome "Defensora de Piltover". O colega de Kwon, August Browning, aprovou seu trabalho com a personagem e decidiu utilizá-la como parte do trabalho contínuo da equipe com a introdução de novos Campeões jogáveis para League of Legends. Browning usou como referência a ilustração feita por Know de Vi com luvas enormes e, como resultado, sua mecânica de jogo é baseada principalmente no arquétipo de uma garota punk com uma personalidade agressiva.
Graham McNeill foi o escritor responsável por apresentar a história de Vi como uma ex-criminosa que assume o papel de uma "policial má" em nome da próspera cidade de Piltover. Vi foi a primeira campeã de League of Legends a receber uma tela de login acompanhada de uma música lírica original interpretada por Nicki Taylor e Cia Court, sua dubladora inglesa para o jogo eletrônico. Christian Linke e Alex Yee estavam envolvidos com a música lírica, bem como a música e o storyboard narrativo de "Get Jinxed", o primeiro videoclipe protagonizado por personagens já lançado para um campeão de League of Legends, e que serviu para introduzir Jinx, a irmã de Vi. Posteriormente Linke e Yee serviriam como showrunners da série televisiva animada Arcane, uma adaptação de League of Legends.
Em setembro de 2021, a Netflix anunciou que Vi seria uma das personagens principais de Arcane, e que Hailee Steinfeld havia sido escalada para interpretá-la. De acordo com Linke e Yee, os papéis principais de Jinx e Vi na narrativa da série são uma continuação natural de seu trabalho criativo em ambas as personagens, que teve início nove anos antes do lançamento da primeira temporada de Arcane. Em entrevista ao Engadget, Linke explicou que Jinx e Vi sempre foram personagens intrigantes porque oferecem perspectivas muito diferentes quando combinadas: não apenas possuem personalidades opostas com um forte contraste em seu estilo visual e papel no universo, elas são mais "embasadas" em comparação com os campeões mais fantásticos do jogo. Linke e Yee também usaram os mistérios existentes criados por League of Legends, onde suas relações familiares e inimizades entre si são apenas sugeridas no jogo, para explorar seus passados e as origens de sua rivalidade através das histórias escritas para Arcane. O show deu a Linke e Yee a oportunidade de focar nos pequenos detalhes das personagens, como o hábito compulsivo de Vi de balançar a perna como um tique nervoso sutil, com o objetivo de fazer as expressões dos personagens ficarem mais verídicas.
Vi e Caitlyn aparentemente possuem uma química romântica entre si em algumas cenas de Arcane, embora elas não sejam oficialmente um casal. Linke e Yee intencionalmente mantiveram o ritmo mais lento do relacionamento de Vi e Caitlyn, pois queriam contar uma história orgânica sobre as personagens que parecesse fiel às suas personalidades e como elas foram vistas dentro do jogo. Enquanto a primeira temporada de Arcane segue focada no complicado relacionamento de Vi com Jinx, os showrunners indicaram que o foco da série mudará para o desenvolvimento do relacionamento entre Vi e Caitlyn ao longo da segunda temporada.

## Aparições

### League of Legends
Vi foi adicionada à lista de Campeões jogáveis de League of Legends no dia 19 de dezembro de 2012. As principais armas de Vi são as "Manoplas de Atlas", duas luvas enormes alimentadas por Hextec que aumenta sua força física para níveis sobre-humanos. Sua mecânica de jogo passou por várias revisões desde sua introdução. A Dot Esports observou que, embora o conjunto de movimentos e as estatísticas originais de Vi se destacassem por serem mais adequados para a rota superior, suas habilidades e efeitos permaneceram praticamente os mesmos sem mudanças consideráveis. A personagem foi banida do cenário profissional por um tempo no início de 2020 devido a um erro potencialmente prejudicial ao jogo. Uma "micro atualização" foi lançada em novembro de 2021 com o objetivo de reduzirem suas estatísticas de habilidades e ataque ultimate, que foram involuntariamente aumentados por um rescript anterior que, na opinião da Riot, a deixou um pouco forte demais.

### Arcane
Arcane estabelece que Vi, nome confirmado como sendo diminutivo de Violet, e Jinx, originalmente chamada de Powder, são irmãs que ficaram órfãs após uma rebelião fracassada dos habitantes da cidade subterrânea de Piltover contra seus governantes do lado superior. Junto com outros dois órfãos Mylo e Claggor, ambas são adotados e criados por Vander, que abandonou seu papel de líder da rebelião após lamentar a perda de vidas resultante do confronto. No início da primeira temporada, Vi lidera uma gangue composta por ela, Mylo, Claggor e Powder, enquanto fazem saques em toda Piltover. Contudo, um saque fracassado no laboratório Jayce, um cientista piltovense, resulta em uma explosão maciça após Powder adulterar os experimentos de Jayce envolvendo cristais alimentados por magia arcana, o que provoca uma busca contínua dos culpados pelas autoridades de Piltover. Embora a gangue tenha escapado com sucesso e retornado para a cidade subterrânea, Vi tenta assumir a responsabilidade por suas ações como líder e decide se entregar às autoridades. Porém, ela é impedida por Vander que insiste em ser o bode expiatório do incidente. Aproveitando a situação, o antigo amigo de Vander, Silco, tenta fomentar uma nova rebelião capturando Vander e forçando-o a passar por uma transformação física induzida quimicamente usando uma droga chamada "Cintila". A turma vai ao resgate de Vander, mas Powder (no intuito de ajudá-los) causa outra explosão que resulta na morte de Mylo e Claggor, enquanto Vander morre salvando Vi dos bandidos de Silco. Furiosa e perturbada, Vi bate em sua irmã e a culpa pelo incidente. Ela vai embora deixando a irmã para trás mas, quando estava prestes a voltar e falar com Powder, ela é embebida em clorofórmio e sequestrada por um Defensor corrupto de Piltover sendo levada presa sem julgamento.
Depois de passar muitos anos em uma prisão chamada Aguamansa, Vi é libertada por Caitlyn Kiramman, uma jovem de elite membro das forças de segurança de Piltover, que pede para ajudá-la em sua investigação sobre o empreendimento criminoso de Silco. Em uma cena em destaque, Vi parece flertar com Caitlyn, chamando-a de "gostosa" e apelidando-a de "cupcake". Voltando à cidade subterrânea que agora é conhecida como Zaun, Vi e Caitlyn reúnem evidências sobre Silco com a ajuda da facção dos Fogolumes liderada por Ekko, um velho amigo que trabalhou para Benzo, um associado de Vander. Vi também reencontra sua irmã, que agora atende pelo apelido de "Jinx" e é uma subordinada confiável de Silco. Jinx fica enciumada quando percebe a proximidade entre Caitlyn e sua irmã.
Após uma reunião do Conselho de Piltover, onde seus membros não conseguiram chegar a um consenso para sancionar uma ação direta contra Silco, apesar das evidências apresentadas, Vi decide se aliar a Jayce e atacar as operações de Silco com um contingente de Defensores de Piltover. Porém, Jayce logo se separa dela devido às suas diferenças irreconciliáveis. O próximo alvo de Vi é a mão direita de Silco, Sevika, e a derrota após uma luta prolongada no bar do Silco, que já foi de propriedade de Vander. Logo após o embate, ela é sequestrada por Jinx; juntamente com Caitlyn e Silco. Vi tenta apelar para a melhor natureza de sua irmã depois que ela ameaça Caitlyn; Jinx, em vez disso, dispara fatalmente em Silco por acidente depois dela ter entrado em um ataque psicótico. Vi e Caitlyn conseguem se libertar, mas testemunham chocadas enquanto Jinx, tendo aceitado sua identidade, dispara um foguete que vai em direção ao Conselho de Piltover.

### Outras aparições
Vi já fez participações em diversas mídias spin-off de League of Legends, incluindo Teamfight Tactics, Legends of Runeterra e League of Legends: Wild Rift. Além disso, Vi foi destaque em vários esforços de divulgação crossover para promover o lançamento de Arcane. Ela também aparece como personagem jogável em PUBG Mobile e na forma de skin para jogadores de Fortnite e Among Us. Em 10 de dezembro de 2019, a Riot lançou um conto estrelado por Vi intitulado "Child of Zaun", que segue sua jornada de volta para Zaun como parte de uma investigação.

## Promoção e divulgação
Em 2 de julho de 2021, a Riot lançou um álbum totalmente instrumental intitulado Sessions: Vi em conjunto com um videoclipe no YouTube, que abrange todas as músicas do álbum. A Riot colaborou com 20 artistas diferentes para a confecção do material, que possui 37 faixas totalizando uma hora e 40 minutos de duração. O álbum apresenta músicas lo-fi cuja ideia remete a Vi relaxando com músicas suaves assim que ela chega em casa do trabalho. A campanha promocional com o tema de Vi também incluiu uma estátua de PVC e uma camiseta de manga comprida.

## Recepção
Vi é reconhecida como um dos campeões mais populares de League of Legends. Ethan Garcia da Dot Esports descreveu Vi como "uma personagem que mudou a percepção do League em outras mídias". A aparência distinta da personagem a torna uma escolha recorrente em atividades de cosplay. Em dezembro de 2021, Vi foi apontada com uma taxa de escolha de 9.4% entre os jogadores de League of Legends, colocando-a entre os personagens mais jogados do jogo na época.
A representação de Vi em Arcane foi amplamente aclamada tanto pelo público quanto pela crítica, o que contribuiu para que a sua popularidade fosse renovada entre os jogadores de League of Legends na década de 2020. A performance vocal de Hailee Steinfeld foi elogiada pela crítica. Xan Indigo do Screen Rant apreciou seu retrato como uma mulher independente, obstinada e suas virtudes de empatia, humanidade e compreensão. Jade King, do The Gamer, elogiou o estilo da personagem e expressou apreço pela sua caracterização física ir além do olhar masculino, evitando qualquer sexualização de figurino ou design. Particularmente, King gostou de como a linguagem corporal e as expressões faciais da personagem foram mostradas, dizendo que transmitiam "uma arrogância quase masculina".

A relação entre Vi e Caitlyn retratada em Arcane foi em geral bem recebida. O Game Revolution relatou que a reação dos fãs nas mídias sociais pela sugestão de um relacionamento foi de amplo entusiasmo. Jeff Nelson do The Cheat Sheet destacou a importância de sua representação como personagens queer, à luz da sensibilidade da Riot Games em questões LGBTQ e sua disposição de defender uma melhor inclusão nos seus jogos. Indigo elogiou a abordagem do relacionamento de Vi com Caitlyn em Arcane, comparando-a positivamente com She-Ra e as Princesas do Poder, e pela forma como ela muda da desconfiança para a intimidade dá "um toque profundo de humanidade dentro da série", também servindo de metáfora sobre como é possível ir além das diferenças entre Piltover e Zaun. Do ponto de vista de Indigo, seus momentos de ternura não são completamente deixados em segundo plano como nos jogos, mas explicitados por seus diálogos e ações em cenas importantes, sem uma ênfase indevida em estereótipos ou ter que usar o termo "gay" nas telas. Por outro lado, Nico Deyo do Polygon criticou a tentativa do show de abraçar a "estética queer" e seu fracasso em retratar de maneira adequada os gestos românticos abertos entre Vi e Caitlyn, os quais Deyo descreveu como uma "relação de talvez".